# فرط كولسترول الدم
فرط كولسترول الدم (بالإنجليزية: Hypercholesterolemia) (ارتفاع كولسترول الدم أو اضطراب الدهون في الدم) وهو ارتفاع نسبة الكولسترول الموجودة في الدم، وهو نوع من أنواع فرط دهون الدم «ارتفاع مستوى الدهون في الدم» وفرط بروتينات الدم الدهنية «ارتفاع نسبة بروتينات الدم الدهنية».
فرط شحميات الدم هو أحد أشكاله والتي يحصل فيها زيادة الدهون في الدم، وفرط بروتينات الدم الشحمية وهو الزيادة في البروتينات الدهنية. الكولسترول هو ستيرول الخلايا الحيوانية، لا تصنع الخلايا النباتية الكولسترول، ويعتبر أيضًا من طلائع الهرمونات الستيرويدية، والأحماض الصفراوية، وفيتامين د.
وبما أن كولسترول مادة غير قابلة للذوبان في الماء، فإنه يُنقل عبر بلازما الدم داخل جزيئات من البروتين (البروتينات الدهنية). وتصنف البروتينات الدهنية (ليبوبروتين) على حسب الكثافة إلى: البروتين الدهني منخفض الكثافة جداً (بروتين دهني منخفض الكثافة جدا)، والبروتين الدهني المنخفض الكثافة (بروتين دهني منخفض الكثافة)، والبروتين الدهني المتوسط الكثافة (IDL)، والبروتين الدهني عالي الكثافة (HDL). جميع البروتينات الدهنية تحمل الكولسترول، ولكن المستويات المرتفعة من البروتينات الدهنية عدا الـ HDL (تسمى أيضاً الكولسترول غير مرتفع الكثافة (non-HDL))، وخاصةً الكوليسترول منخفض الكثافة (LDL)، ترتبط بارتفاع خطر الإصابة بتصلب الشرايين وأمراض القلب التاجية. وفي المقابل تعتبر المستويات المرتفعة من الكولسترول عالي الكثافة عاملاً واقياً. إن ارتفاع مستويات الكولسترول غير مرتفع الكثافة (non-HDL) والكولسترول منخفض الكثافة في الدم قد يكون ناتجاً عن الأكل الدهني، والسمنة، والأمراض الوراثية (الجينية)، ومثال على ذلك (الطفرات في مستقبلات LDL في حالات فرط كولسترول الدم العائلي)، أو وجود أمراض أخرى، مثل: مرض السكري أو قصور الغدة الدرقية.
ويوصى بالحد من الدهون الغذائية المشبعة لتقليل مستوى كوليسترول الدم الإجمالي والبروتين الدهني المنخفض الكثافة LDL لدى البالغين. عند الأشخاص الذين يعانون فرط كولسترول الدم (على سبيل المثال: فرط كولسترول الدم العائلي)، تكون الحمية الغذائية غالبًا غير كافية لتحقيق الانخفاض المرغوب به للبروتين الدهني منخفض الكثافة، وتكون عادة الأدوية الخافضة للدهون والتي تقلل من إنتاج وامتصاص الكولسترول مطلبًا ضروريًا، وعند اللزوم تستخدم علاجات أخرى، مثل: فصل البروتين الدهني المنخفض الكثافة عن مكونات الدم أو إجراء الجراحة (وخاصةً للحالات الشديدة من فرط كولسترول الدم العائلي).

## العلامات والأعراض

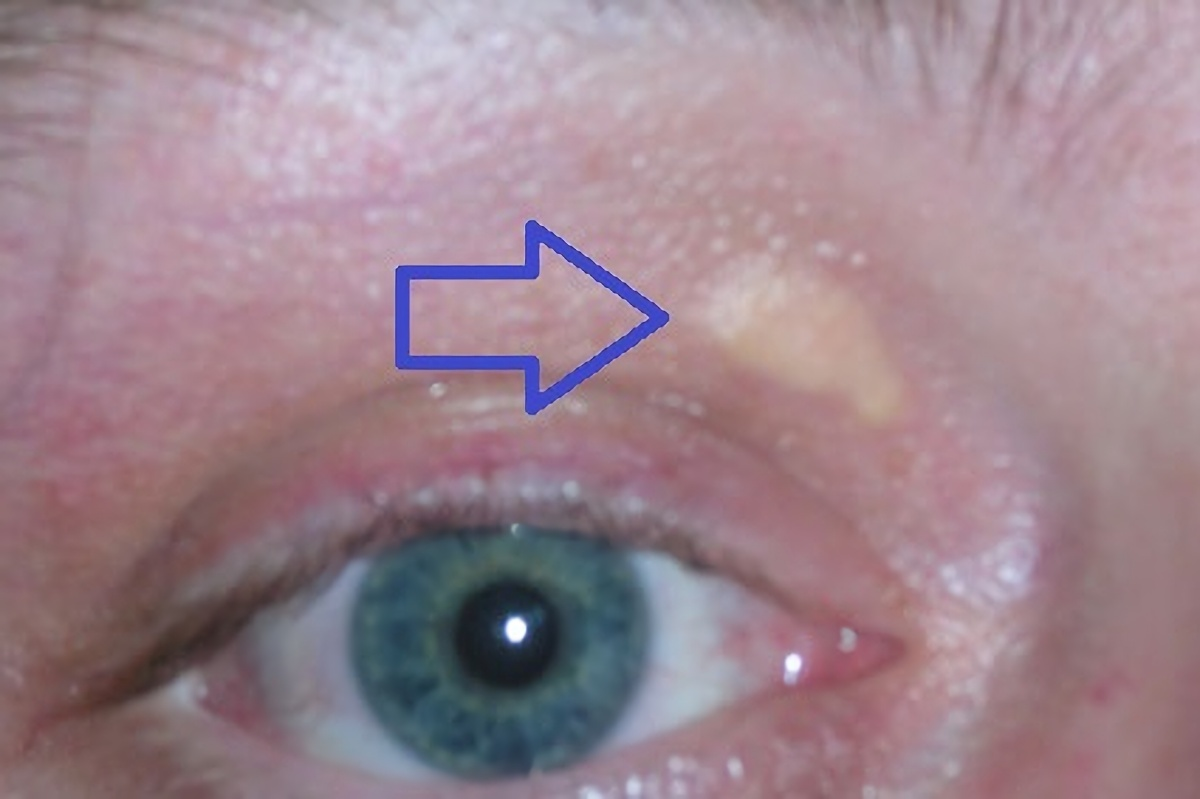
اللويحات الصفراء في الجفنين، بقع صفراء تتكون من ترسبات الكولسترول على الجفون. وتكون شائعة أكثر في الأشخاص المصابين بفرط كولسترول الدم العائلي.

على الرغم من كون فرط كولسترول الدم هو بحد ذاته ارتفاع غير عرضي، مديد لكولسترول مصل الدم والذي يؤدي إلى الإصابة بتصلب الشرايين. على مدى عقود من الزمن، يساهم الارتفاع المزمن لكولسترول الدم في تشكيل اللويحات التصلبية في الشرايين، وهذا يؤدي إلى تضيق تدريجي أو حتى انسداد تام للشرايين المعنية، علاوة على ذلك فإن لويحات أصغر حجماً قد تتمزق وتسبب جلطة تتشكل وتسد جريان الدم. ويسبب الانسداد المفاجئ لشريان تاجي احتشاء العضلة القلبية ونوبة قلبية، فإن انسداد شريان يغذي الدماغ يتسبب في حدوث جلطة دماغية، وإذا كان تطور التضيق أو الانسداد تدريجي، فإن تدفق الدم المغذي للأنسجة والأعضاء ينقص ببطئ حتى تتعطل وظيفة العضو، عند هذه النقطة تنخر النسيج (توقف الامداد الدموي) قد تظهر أعراضاً محددة، على سبيل المثال: نقص التروية المؤقت للدماغ (يشار إليه عادة بهجمة نقص التروية العابرة) قد تظهر كفقدان مؤقت للرؤية، ودوخة واضطراب توازن، وحبسة (صعوبة في الكلام)، وشلل جزئي (ضعف عضلي)، وتنميل (خدر أو وخز)، وعادة تكون على جانب واحد من الجسم. وقد تظهر التروية الدموية غير كافية لعضلة القلب على شكل ألم في الصدر، أما نقص التروية للعينين تظهر على شكل فقدان رؤية عابر في إحدى العينين، وأما التروية الدموية غير كافية للساقين قد تظهر على شكل ألم في ربلة الساق أثناء المشي، بينما في الأمعاء قد تظهر على شكل ألم في البطن بعد تناول وجبة.
تؤدي بعض أنواع فرط كولسترول الدم إلى نتائج جسدية معينة، على سبيل المثال: فرط كولسترول الدم العائلي (فرط البروتينات الدهنية في الدم نوع الثاني أ IIa) قد يترافق مع الإصابة بلويحات صفراء في الجفنين (بقع صفراء تحت الجلد في منطقة حول الجفون)، القوس الشيخية (التلون الأبيض أو الرمادي لأطراف القرنية)، زانثوماتا (ترسب مادة غنية بالكوليسترول صفراء اللون) في الأوتار، خاصة في الأصابع. قد يترافق فرط دهون الدم النوع الثالث III مع زانثوماتا في الراحتين، الركبتين، والمرفقين.

## الأسباب
فرط كولسترول الدم يرجع عادة إلى مجموعة من العوامل البيئية والجينية، العوامل البيئية تشمل: السمنة والخيارات الغذائية. مساهمة الجينات غالباً تكون بسبب الآثار المضاعفة لجينات متعددة، على الرغم من أنها أحياناً قد تكون ناتجة من خلل جيني واحد على سبيل المثال: فرط كولسترول الدم العائلي. كما توجد مجموعة من الأسباب الثانوية تشمل: مرض السكري النمط الثاني type 2، السمنة، الكحول، اعتلال غاما وحيد النسيلة، غسيل الكلى، المتلازمة النفروزية، قصور الغدة الدرقية، متلازمة كوشينغ، فقدان الشهية العصبي، الأدوية (مدرات البول الثيازيدية، سيكلوسبورين، الستيرويدات السكرية، حاصرات بيتا، حمض ريتينويك).

### النظام الغذائي

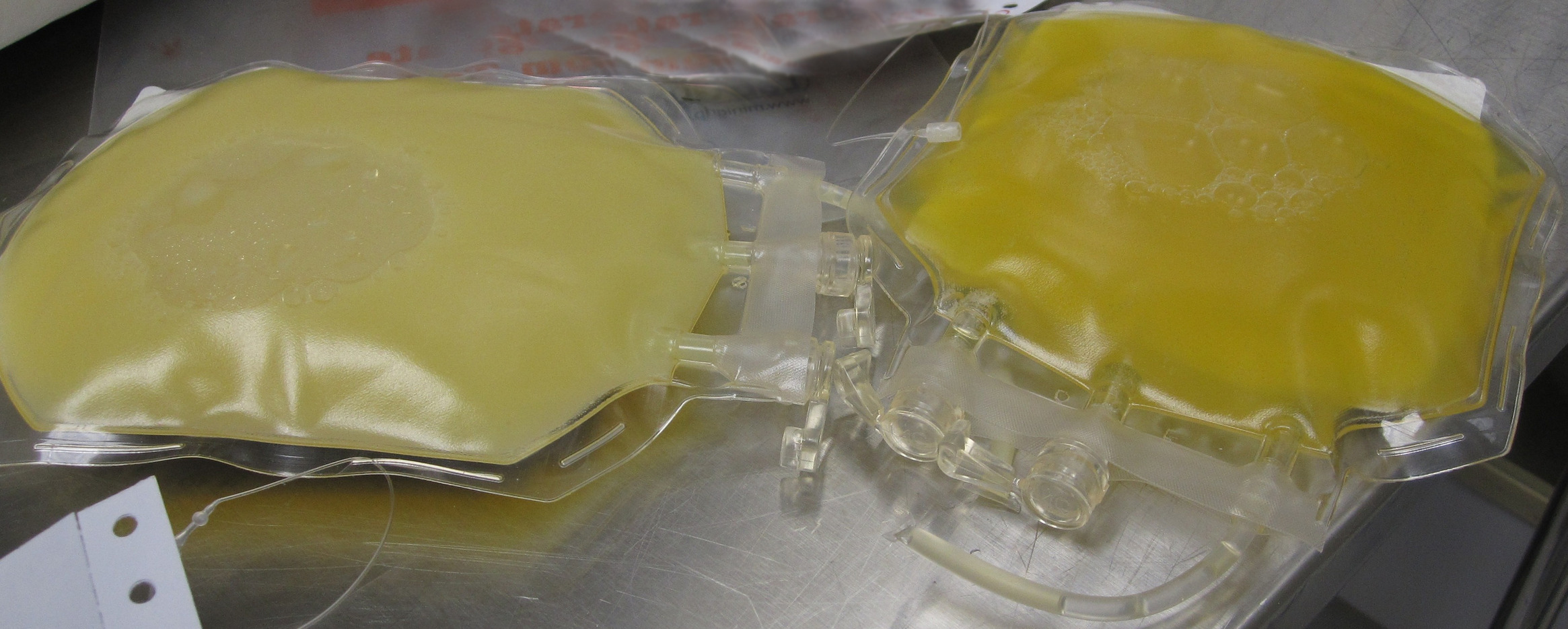
كيسان من البلازما المجمدة الطازجة : الكيس على اليسار تم الحصول عليه من متبرع مصاب بارتفاع دهون الدم، بينما الكيس الآخر تم أخذه من متبرع مع مستويات طبيعية من دهون الدم

للنظام الغذائي تأثير مهم على مستوى كولسترول الدم، ولكن حجم هذا التأثير يختلف بشكل كبير بين الأفراد. حوالي 50% من الكولسترول غير المؤستر يُمْتَصّ في الأمعاء، ولكن الاختلافات الفردية في كفاءة الامتصاص، وفي تأثير المكونات الغذائية الأخرى مثل: ستيرول النبات ومحتوى الألياف تؤثر على الامتصاص، وعلاوة على ذلك عندما ينخفض تناول الكولسترول الغذائي، فإن الإنتاج (بصورة أساسية في الكبد) يزداد عادة، وإن لم يكن دائماً مع تعويض كامل، وبالتالي الانخفاض في كولسترول الدم يمكن أن يكون معتدلاً. تقليل تناول الدهون، بالأخص الدهون المشبعة، يساهم أيضاً في خفض مستويات كوليسترول الدم. السكروز والفركتوز الغذائيين تستطيع رفع الكوليسترول منخفض الكثافة LDL في الدم. في الولايات المتحدة فريق من الخبراء في مرض فرط كولسترول الدم العائلي من الرابطة الوطنية للدهون يوصي مرضى فرط كولسترول الدم العائلي بالحد من المتناول من الدهون الإجمالي إلى 25-35% من مجمل المتناول من الطاقة، ويجب أن تشكل الدهون المشبعة مالا يزيد عن 7% من هذا المجمل، وأن تقل كمية الكولسترول عن 200 مغ في اليوم، وإدراج 2 غرام من يومياً من ستانول النبات أو استر الستيرول و 10 – 20 غرام يومياً من الألياف القابلة للذوبان يقلل من امتصاص الكولسترول الغذائي. التغييرات الغذائية يمكن أن تحقق فعلياً انخفاضًا لـ10-15% من كوليسترول الدم.
الحفاظ على وزن صحي من خلال زيادة النشاط البدني والسعرات الحرارية المناسبة يعد أمراً مهماً أيضاً، الأفراد الذين يعانون من زيادة الوزن أو السمنة يمكن أن يخفضوا مستويات كولسترول الدم بفقدان الوزن – بالمتوسط فإن كل فقد كيلوغرام من الوزن يقلل نسبة كولسترول LDL ب 0.8 مع/ دل.

### علم الوراثة
التشوهات الجينية في بعض الحالات هي المسؤولة تماما عن فرط كولسترول الدم، كما هو الحال في فرط كولسترول الدم العائلي، حيث توجد واحدة أو أكثر من الطفرات الوراثية الجسدية السائدة في الجين الوراثي APOB، والجسدية المتنحية في جين LDLRAP1، جين فرط كولسترول الدم العائلي الجسدي السائد HCHOLA3 وهو متغير من جين PCSK9، أو جين مستقبلLDL.
حتى عندما لاتكون هناك طفرة واحدة مسؤولة عن ارتفاع الكولسترول، لا يزال الاستعداد الوراثي يلعب دوراً رئيسياً بالإضافة إلى نمط الحياة المستقرة، والسمنة، أو الحمية الخاصة بمرضى تصلب لشرايين.

## التشخيص
| تفسير لمستويات الكولسترول | تفسير لمستويات الكولسترول | تفسير لمستويات الكولسترول | تفسير لمستويات الكولسترول  |
| نوع الكولسترول            | ملغ / ديسيلتر             | مليمول / لتر              | التفسير                    |
| ------------------------- | ------------------------- | ------------------------- | -------------------------- |
| الكولسترول الإجمالي       | <200                      | <5.2                      | مرغوب فيه                  |
| الكولسترول الإجمالي       | 200-239                   | 5.2-6.2                   | الحد الفاصل                |
| الكولسترول الإجمالي       | >240                      | >6.2                      | مرتفع                      |
| كوليسترول LDL             | <100                      | <2.6                      | أكثر من مرغوب فيه          |
| كوليسترول LDL             | 100-129                   | 2.6-3.3                   | جيد                        |
| كوليسترول LDL             | 130-159                   | 3.4-4.1                   | الحد الفاصل المرتفع        |
| كوليسترول LDL             | 160-189                   | 4.1-4.9                   | مرتفعة وغير مرغوب فيها     |
| كوليسترول LDL             | >190                      | >4.9                      | مرتفعة جداً                 |
| كولسترول HDL              | <40                       | <1.0                      | غير مرغوب فيه؛ زيادة الخطر |
| كولسترول HDL              | 41-59                     | 1.0-1.5                   | مقبول، ولكن ليس الأمثل     |
| كولسترول HDL              | >60                       | >1.55                     | جيد؛ انخفاض الخطر          |

| مؤشرات على خفض نسبة كولسترول LDL | مؤشرات على خفض نسبة كولسترول LDL | مؤشرات على خفض نسبة كولسترول LDL                                   | مؤشرات على خفض نسبة كولسترول LDL      |
| خطر أمراض القلب التاجية          | لأنهم يمتلكون... | يجب الأخذ بعين الاعتبار...                                         | الحد المنخفض...                       |
| -------------------------------- | --- | ------------------------------------------------------------------ | ------------------------------------- |
| مرتفع                            | >20% خطر الإصابة باحتشاء عضلة قلبية خلال 10 سنوات، أو عامل خطورة مثل أمراض القلب التاجية، السكري، أمراض الشرايين المحيطية، أمراض الشريان السباتي، أم دم أبهرية. | >70 ملغ / ديسيلتر، 3.88 مليمول / لتر خاصة إذا كان هناك عوامل الخطر | >100 ملغ / ديسيلتر، 5.55 مليمول / لتر |
| مرتفع باعتدال                    | 10 – 20% خطر الإصابة باحتشاء عضلة قلبية خلال 10 سنوات و> 1 عامل خطورة.                                                                                          | >100 ملغ / ديسيلتر، 5.55 مليمول / لتر                              | >130 ملغ / ديسيلتر، 7.21 مليمول / لتر |
| متوسط                            | <10% خطر الإصابة باحتشاء عضلة قلبية خلال 10 سنوات و>1 عامل خطورة                                                                                                | >130 ملغ / ديسيلتر، 7.21 مليمول / لتر                              | >160 ملغ / ديسيلتر، 8.88 مليمول / لتر |
| منخفض                            | لا يوجد أو عامل خطورة واحد | >160 ملغ / ديسيلتر، 8.88 مليمول / لتر                              | >190 ملغ / ديسيلتر، 10.5 مليمول / لتر |

يتم قياس نسبة الكولسترول في الدم بوحدة ميليغرام لكل ديسيلتر (ملغم/دل) في الولايات المتحدة الأميريكية وبعض الدول الأخرى، في المملكة المتحدة، ومعظم الدول الأوروبية، وكندا، المقياس هو ميلمول لكل لتر من الدم (ممول/لتر).
بالنسبة للبالغين الأصحاء توصي هيئة الخدمات الصحية الوطنية في المملكة المتحدة أن تكون الحدود العليا من الكولسترول الكلي 5ممول/لتر، وكوليسترول البروتين الدهني منخفض الكثافة LDL بـ 3 ممول/لتر، بالنسبة للأشخاص الأكثر عرضة لخطر أمراض القلب والشرايين، والحد الموصى به للكولسترول الكلي هو 4 ميليمول/لتر، و2 ملمول/لتر من LDL.
في الولايات المتحدة المعهد القومي للقلب والرئتين والدم ضمن المعاهد القومية للصحة، يصنف الكولسترول الإجمالي الذي لايزيد عن 200 ملغم/دل على أنه «المرغوب»، 200-239 ملغم/دل على أنه «على الحد مرتفع»، و240 وأكثر ملغم/دل على أنه «مرتفع».
لا يوجد قيمة قطعية بين مستويات الكوليسترول الطبيعية وغير الطبيعية، ويجب أن يتم تفسير القيم فيما يتعلق بالحالات الصحية الأخرى وعوامل الخطورة.
مستويات أعلى من الكولسترول الإجمالي تزيد من خطر الإصابة بأمراض القلب والأوعية الدموية، وخاصة أمراض القلب التاجية. مستويات LDL أو الكولسترول غير مرتفع الكثافة (non-HDL) على حد سواء ينبئ بحدوث أمراض القلب التاجية في المستقبل، كونه أفضل مؤشر فهو أمر مثير للجدل. مستويات مرتفعة من LDL صغير الكثافة قد يكون ضار للغاية، على الرغم من أن قياس LDL صغير الكثافة لايدفع للتنبؤ بالخطر. في الماضي كانت مستويات LDL و VLDL نادراً ماتقاس مباشرة بسبب التكلفة. مستويات الشحوم الثلاثية الصيامية كانت تعد مؤشراً لمستويات VLDL (عموماً حوالي 45% من الشحوم الثلاثية الصيامية تتكون من VLDL)، بينما LDL يقدر عادة باستخدام صيغة فريدوالد: LDL/ الكولسترول الإجمالي التقريبي – HDL – (0.2 x من الشحوم الثلاثية الصيامية).
ومع ذلك هذه المعادلة غير صالحة لعينات الدم غير الصيامية أو إذا كانت قيمة الشحوم الثلاثية الصيامية>4.5 ممول/لتر (>~ 400 ملغ/دل). المبادئ التوجيهية الأخيرة لهذا السبب دعت إلى استخدام أساليب مباشرة لقياس LDL كلما كان ذلك ممكناً. وقد يكون مفيداً لقياس جميع أجزاء البروتين الدهني (VLDL، IDL، LDL وHDL) عند تقييم فرط كولسترول الدم وحساب أبوليبوبروتين والبروتين الدهني (أ) يمكن أن تكون ذات قيمة. ينصح الأطباء بالفحص الجيني في حال الاشتباه بمرض فرط كولسترول الدم العائلي.
تفسير لمستويات الكولسترول نوع الكولسترول ملغ/دل، الكولسترول الإجمالي <200 – 239 >240 كولسترول LDL >100
100 – 129 130 – 159 3.4 – 4.1
160 – 189
>190 >4.9
كوليسترولHDL <40
41 – 59
>60 >1.55
مؤشرات على خفض نسبة كولسترول LDL
خطر أمراض القلب التاجية لأنهم يمتلكون
مرتفع >20% خطر الإصابة باحتشاء عضلة قلبية خلال 10 سنوات، أو عامل خطورة مثل أمراض القلب التاجية، السكري، أمراض الشرايين المحيطية، أمراض الشريان السباتي، أم دم أبهرية.
مرتفع باعتدال 10 – 20% خطر الإصابة باحتشاء عضلة قلبية خلال 10 سنوات و> 1 عامل خطورة.
متوسط <10% خطر الإصابة باحتشاء عضلة قلبية خلال 10 سنوات و>1 عامل خطورة
منخفض لا يوجد أو عامل خطورة واحد

### التصنيف
كلاسيكياً صُنف فرط كولسترول الدم عن طريق الرحلان الكهربائي للبروتين الدهني، وتصنيف فريدريكسون أساليب أحدث مثل: «التحليل الفرعي للبروتين الدهني»، وقد قدمت تحسينات مهمة في فهم الارتباط بين تطور تصلب الشرايين والعواقب السريرية، إذا كان فرط كولسترول الدم وراثياً (فرط كولسترول الدم العائلي)، في أغلب الأحيان وجد تاريخ عائلي للأشخاص المصابين بتصلب شرايين مبكر وسابق لأوانه.

## الفحص
توصي فرقة الخدمات الوقائية الأمريكية بشدة بالفحص الروتيني للرجال من 35 سنة وأكبر والنساء 45 سنة وأكبر لاضطرابات الدهون وعلاج الدهون غير الطبيعية عند الأفراد الأكثر عرضة للإصابة بأمراض القلب التاجية.كما يوصون بالفحص الروتيني للرجال الذين تتراوح أعمارهم من 20 إلى 35 عاما والنساء اللواتي تتراوح أعمارهن من 20 إلى 45 عاما إذا كان لديهم عوامل خطر لمرض القلب التاجي. وفي كندا، يوصى بالفحص للرجال بعمر 40 وأكبر والنساء بعمر 50 وأكبر. وعند الذين يمتلكون مستويات كوليسترول طبيعية في الدم، يوصى بالفحص مرة كل خمس سنوات. وعند الأشخاص الذين يأخذون ستاتين فإن المزيد من الفحوصات تسهم بالقليل من الفائدة إلا في حال متابعة فعالية العلاج.

## العلاج
وقد نشرت توصيات لكل من الوقاية الأولية، والوقاية الثانوية، بالنسبة لأولئك المعرضين لمخاطر عالية، قد تبين أن تركيبة من تعديل نمط الحياة والستاتين يخفض من معدل الوفيات.

### نمط الحياة
يوصى بتغييرات في نمط الحياة لأولئك الذين يعانون من ارتفاع الكولسترول وتشمل: الإقلاع عن التدخين، والحد من استهلاك الكحول، زيادة النشاط البدني، والحفاظ على وزن صحي، واتباع حمية محتوية على أغذية منخفضة الكوليpublic/@wcm/@hcm/documents/downloadable/ucm_300460.pdf | عنوان = How Can I Lower High Cholesterol | وصلة مؤلف = | تنسيق = | عمل = | ناشر = American Heart Association | صفحات = | لغة = | مسار أرشيف = https://web.archive.org/web/20181105213133/https://www.heart.org/idc/groups/heart-public/@wcm/@hcm/documents/downloadable/ucm_300460.pdf | تاريخ أرشيف = 2018-11-05| اقتباس = | تاريخ الوصول = 2011-04-03| وصلة مكسورة = yes }}</ref> في بيئة مع رقابة صارمة، يمكن للتغييرات في الغذاء أن تقلل مستويات الكوليسترول بـ15%. عملياً، نصيحة غذائية يمكن أن توفر نقصا متواضعا في مستويات الكولسترول وتكون كافية في علاج ارتفاع الكولسترول المعتدل.

### الأدوية
الستاتين (أو اتش ام جي كو أ-مثبطات أنزيم الاختزال HMG-CoA reductase inhibitors)، وتستخدم عادة لعلاج فرط كولسترول الدم إذا كان النظام الغذائي غير فعال، المواد الأخرى التي يمكن أن تستخدم تشمل: فيبرات، حمض النيكوتينيك، والكولسترامين. ومع ذلك تعطى فقط في حالة عدم تحمل الستاتين أو عند النساء الحوامل. تستطيع الستاتينات أن تقلل الكولسترول الإجمالي بحوالي 50% عند معظم الأشخاص، وتظهر الآثار متشابهة بغض النظر عن الستاتين المستخدم. بينما تعتبر الستاتينات فعالة في خفض معدل الوفيات في الأشخاص الذين أصيبوا بأمراض قلبية وعائية سابقة، هناك جدل حول فعاليتها مع هؤلاء الذين يعانون من فرط كولسترول الدم بدون أي مشاكل صحية أخرى. وهناك نتيجة سابقة لم تظهر تحسن في الوفيات عند أولئك المعرضين لخطر عالي، لكن بدون أمراض قلبية وعائية سابقة. ونتائج أخرى توصلت إلى وجود تحسن في الوفيات، لكن توجد مخاوف من جودة الأدلة القائمة. الستاتينات قد تحسن من جودة الحياة عند استخدامها من قبل أشخاص بدون إصابة مرضية قلبية وعائية سابقة (على سبيل المثال: للوقاية الأولية). يخفض الستاتين الكوليسترول عند الأطفال المصابون بفرط كولسترول الدم، ولكن لم تظهر الدراسات -كما في دراسة أجريت في عام 2010– أي تحسن بالنتائج السريرية. والنظام الغذائي هو الركيزة الأساسية للعلاج في سن الطفولة. إن الأجسام المضادة المحقونة ضد البروتين PCSK9 (افولوكوماب، بوكوسيزوماب، اليروكوماب) تستطيع تخفيض كولسترول LDL وأثبتت قدرتها على خفض معدل الوفيات.

### الطب البديل
وفقاً لإحصائية أجريت عام 2002م، تم استخدام الطب البديل في محاولة لعلاج الكولسترول بنسبة 1.1% من البالغين في الولايات المتحدة، وتماشياً مع استطلاعات سابقة، عثرت هذه الأخيرة على أن الغالبية العظمى من الأفراد (55%) استخدموه جنباً إلى جنب مع الطب التقليدي. وأفادت مراجعة لمجموعة من التجارب السريرية على الفيتوستيرولات و/أو الفيتوستانولات بوجود معدل انخفاض 9% من كولسترول LDL. في عام 2000م وافقت منظمة الغذاء والدواء على تسمية الأغذية المحتوية على كميات محددة من استرات الفيتوستيرول أو استرات الفيتوستانول خافضات الكولسترول، في عام 2003 وسعت إدارة الغذاء والدواء بحكم ادعاء صحي مؤقت مطلب التسمية للأطعمة والمكملات الغذائية التي تصل لأكثر من 0.8 غ/يوميًا من الفيتوستيرولات أو الفيتوستانولات، مع ذلك فإن بعض الباحثين قلقين بشأن المكملات الغذائية المحتوية على استرات الستيرول النباتية ويلفتون الانتباه إلى نقص في بيانات السلامة للاستخدام المديد لها.

## الوبائيات
أشارت المعدلات إلى ارتفاع الكولسترول الإجمالي في الولايات المتحدة الأمريكية عام 2010 وتجاوز ذلك 13%، مسجلة انخفاضًا من 17% عام 2000. متوسط الكوليسترول الإجمالي في المملكة المتحدة هو 5.9 ممول/لتر، بينما في المناطق الريفية في الصين واليابان، كان متوسط الكوليسترول الإجمالي هو 4 ممول/لتر. تعد معدلات الإصابة بأمراض القلب التاجية مرتفعة في بريطانيا العظمى، لكنها منخفضة في المناطق الريفية في الصين واليابان.

## دراسة
وقد تناولت مبادئ توجيهية مختلفة لممارسات سريرية علاج فرط كولسترول الدم، قام البرنامج الوطني للتوعية بالكولسترول بتعديل مبادئهم التوجيهية، مع ذلك فقد انتقدت تعديلاتهم عام 2004 لاستخدامها بيانات غير عشوائية، رصدية.
في المملكة المتحدة، قام المعهد الوطني للصحة والتفوق السريري بتوصيات لعلاج مستويات الكولسترول المرتفعة، تم نشرها عام 2008م. نشرت فرقة العمل لتدبير اضطراب دهون الدم والتابعة للجمعية الأوروبية لأمراض القلب والجمعية الأوروبية لتصلب الشرايين مبادئ توجيهية لتدبير اضطراب دهون الدم عام 2011.

## فئات سكانية خاصة
ومن بين الأشخاص الذين يتوقع أن متوسط أعمارهم قصير نسبياً، لا يعتبر فرط كولسترول الدم عامل خطر للموت بأي مسبب بما في ذلك أمراض القلب التاجية. كذلك لا يعتبر فرط كولسترول الدم عامل خطر للأشخاص الذين تجاوزوا السبعين لدخولهم المستشفى مع احتشاء عضلة قلبية أو ذبحة صدرية. يوجد أيضاً مخاطر زائدة لدى الأشخاص الذين يتجاوزون سن 85 مع استخدام عقاقير الستاتين. بسبب هذه الأدوية الخافضة لمستويات الدهون فلا ينبغي أن تستخدم بشكل روتيني بين الناس مع محدودية متوسط العمر المتوقع. توصي الكلية الأمريكية للأطباء الأشخاص المصابين بمرض السكري مع وجود فرط كولسترول الدم بالآتي:
1. ينبغي أن يستخدم علاج خافض للدهون للوقاية الثانوية من الأمراض والوفيات القلبية الوعائية لجميع البالغين الذين يعانون من أمراض قلبية تاجية معروفة ومرض السكري النوع 2.
2. ينبغي استخدام الستاتينات للوقاية الأولية ضد مضاعفات الأوعية الكبيرة عند البالغين المصابين بالسكري النوع 2 وعوامل خطورة قلبية وعائية أخرى.
3. عندما يتم البدء بالعلاج الخافض للدهون، ينبغي للأشخاص المصابين بالسكري النوع 2 تناول ما لايقل عن جرعات معتدلة من الستاتين.[53]
4. بالنسبة لأولئك الأشخاص المصابين بمرض السكري النوع الثاني الذين يتناولون الستاتينات، لا ينصح بمتابعة روتينية لوظائف الكبد أو إنزيمات العضلات إلا في حالات خاصة.